# Станьківська сільська рада
| Станьківська сільська рада — орган місцевого самоврядування у Калуському районі Івано-Франківської області з адміністративним центром у с. Станькова. Сільській раді підпорядковані населені пункти: - с. Станькова - с. Вилки |

## Склад ради
Рада складається з 16 депутатів та голови.

### Керівний склад ради
| ПІБ                        | Основні відомості                                                                      | Дата обрання | Дата звільнення |
| -------------------------- | -------------------------------------------------------------------------------------- | ------------ | --------------- |
| Романишин Романна Іванівна | Сільський голова, 1951 року народження, освіта, Всеукраїнське об'єднання 'Батьківщина' | 26.03.2006   | 31.10.2010      |
| Романишин Романна Іванівна | Сільський голова, 1951 року народження, освіта, Всеукраїнське об'єднання 'Батьківщина' | 31.10.2010   |                 |

Примітка: таблиця складена за даними джерела